# Vácszentlászló, Pesta
Vácszentlászló  este un sat în districtul Gödöllő, județul Pesta, Ungaria, având o populație de 2.057 de locuitori (2011). 

## Demografie
Componența etnică a satului Vácszentlászló
     Maghiari (97,33%)
     Necunoscut (0,71%)
     Alții (1,97%)
Componența confesională a satului Vácszentlászló
     Romano-catolici (63,73%)
     Fără religie (8,9%)
     Reformați (5,79%)
     Necunoscută (20,32%)
     Alte religii (2,43%)
Conform recensământului din 2011, satul Vácszentlászló avea 2.057 de locuitori. Din punct de vedere etnic, majoritatea locuitorilor (97,33%) erau maghiari. Apartenența etnică nu este cunoscută în cazul a 0,71% din locuitori.  Din punct de vedere confesional, majoritatea locuitorilor (63,73%) erau romano-catolici, existând și minorități de persoane fără religie (8,9%) și reformați (5,79%). Pentru 20,32% din locuitori nu este cunoscută apartenența confesională.